# Каримов, Эргаш Каримович
Эргаш Каримович Каримов (узб. Ergash Karimov; 26 октября 1935, Ташкент, Узбекская ССР — 4 августа 2009, Ташкент, Узбекистан) — узбекский и советский актёр театра, кино и телевидения, режиссёр. Народный артист Узбекской ССР (1990).

## Биография
В 1958 году окончил Ташкентский государственный театрально-художественный институт им. А. Н. Островского (ныне Государственный институт искусств Узбекистана).
В 1958—1959 годах выступал на сцене Сурхандарьинского областного театра.
Был актером Республиканского театра сатиры имени А. Каххара и Узбекского драматического театра им. Хамзы.
С 1959 года работал ассистентом режиссёра Театра телевизионных миниатюр телестудии «Ёшлик» Узбекской телерадиокомпании, с 1965 года — режиссёр.
После распада СССР потерял работу. С 1997 года работал художественным руководителем. По словам его друга кинорежиссёра и сценариста А. Хамраева, последние годы жизни Э. Каримов, получивший признание критиков за роли в театре, кино и на телевидении, провёл в Ташкенте на низкой зарплате и пенсии.
Актёр Каримов наиболее известен своими ролями в узбекских комедиях.
Э. Каримова называли «королём узбекской комедии» за долгую театральную карьеру в СССР. Сцены из некоторых его фильмов 1970-х годов считаются классикой узбекской и советской комедии.
Творчество Каримова проникнуто острой сатирой и возвышенным духом, он известный мастер пластики. Иногда он появлялся в нескольких ролях в одном спектакле. Изобретательность, естественность исполнения ролей, простота и юмор — основа творчества актёра.
Среди наиболее известных ролей Каримова: Совчи (Саид Ахмад, «Олик-налог»), Гизгизон (Алп Джамал, «Гизгизон»), Тест-пьяница (Саид Ахмад, «Тест-пьяница»), режиссер (Саид Ахмад, «Лампашиша»), Мукимджон (Саид Ахмад, «Первая любовь»), Ишкибоз (Алп Джамол, «Пахтакор побеждает и проигрывает»), студент (Э. Мусаев, «Н2О»), Киёмов (Алп Джамол, «Тозгиган пат»), Соттивой (Алп Джамол, «Я пишу»), режиссёр (Алп Джамол, «Ношуд директор»), Койилходжаев (Алп Джамол, «Хуррак»), тележурналист (Саид Ахмад, «Девичья бригада»), Чол (Саид Ахмад, «Кирчиллама чол»)), муж (Е. Усманов, «Расскажи воде свою мечту»), судья (Е. Раимов, «Восход»), отец (Е. Усманов, «До свидания») и другие.
Э. Каримов получил много почётных званий и наград.

## Награды
- Народный артист Узбекской ССР (1990)
- Орден «Эл-юрт хурмати» (Орден Уважаемому народом и Родиной) (1999)[5].
- Орден «Фидокорона хизматлари учун» (Орден «За бескорыстную службу») (2021, посмертно)[6]

## Избранная фильмография
Снимался в кино с 1945 года. Один из ведущих актёров узбекского кино.
- 2010 — Жизнь после смерти / Qabrdan qaytgan umr
- 1989 — Маленький человек в большой войне — эпизод
- 1984 — Невеста из Вуадиля — парикмахер
- 1984 — Наедине
- 1980 — Ленинградцы, дети мои… — Закиров, директор детского дома
- 1977 — Озорник / Шум бола — Домла, учитель
- 1976 — Седьмой джинн — сборщик налогов
- 1974 — Абу Райхан Беруни / Абу Райҳон Беруний — эпизод
- 1971 — Встреча / Учрашув — студент
- 1971 — Без страха
- 1966 — Круг — молодой табунщик
- 1945 — Тахир и Зухра / Тоҳир ва Зуҳра — Тахир в детстве (нет в титрах)